# Коваленко Семен Іванович
Коваленко Семен Іванович (16 лютого 1909, Кременчук, Полтавська область — 1944, Франція) — командир підводного човна Щ-403 на Північному флоті. Під командуванням С.І. Коваленка вперше на флоті був застосований «дуплет» — торпедування одночасно двох кораблів, його підводний човен першим почав здійснювати нічні атаки у надводному положенні, ним була розрахована можливість пічного виявлення субмарини у різноманітних ситуаціях. Субмарина Коваленка виконувала також і особливі, дуже відповідальні та ризиковані завдання з перекидання розвідників. 

## Життєпис
12 лютого 1942 р. «щука» капітан-лейтенанта Коваленка вийшла у бойовий похід. Висадивши на Норвезькому узбережжі групу розвідників у складних погодних умовах, субмарина зустрілася з трьома кораблями противника, опинившись у надзвичайно скрутному становищі. Під час бою С.І. Коваленко, який знаходився на капітанському містку, був тяжко поранений в ногу. У вирішальний для врятування екіпажу та човна момент командир, жертвуючи собою, віддав наказ про термінове занурення. Останніми його словами були: «Занурюйтесь без мене!» Субмарина змогла повернутися в базу, попри значні пошкодження. За роки війни підводний човен Щ-403 капітана С.Коваленка здійснив 14 бонових походів, в яких провів 165 діб, виконав 11 торпедних атак з пуском 37 торпед. Не повернувся з походу 2 жовтня 1943 року.
Тривалий час вважалося, що капітан-лейтенант Коваленко загинув у морі. Але насправді непритомним його підібрав німецький корабель. Коваленку ампутували ногу, переводили з одного концтабору до іншого. Останнім місцем перебування Семена Івановича був концтабір у Франції поблизу Парижа, де він був розстріляний за спробу підняти повстання в 1944 р. Після Перемоги були знайдені протоколи допитів С. Л. Коваленка, котрі засвідчили, що до останньої хвилини він запишався вірним військовій присязі. Про долю Коватенка у полоні розповів капітан-лейтенант британського підводного флоту Пріцкорт. На жаль, не відомо, де саме знайшов останній спочинок наш земляк.

## Нагороди
- Семен Іванович Коваленко посмертно нагороджений недержавною нагородою - орденом «Зірка Командора» (2008 р.), нагороду вручили його доньці, яка мешкас у Кременчуці.

## Вшанування пам'яті

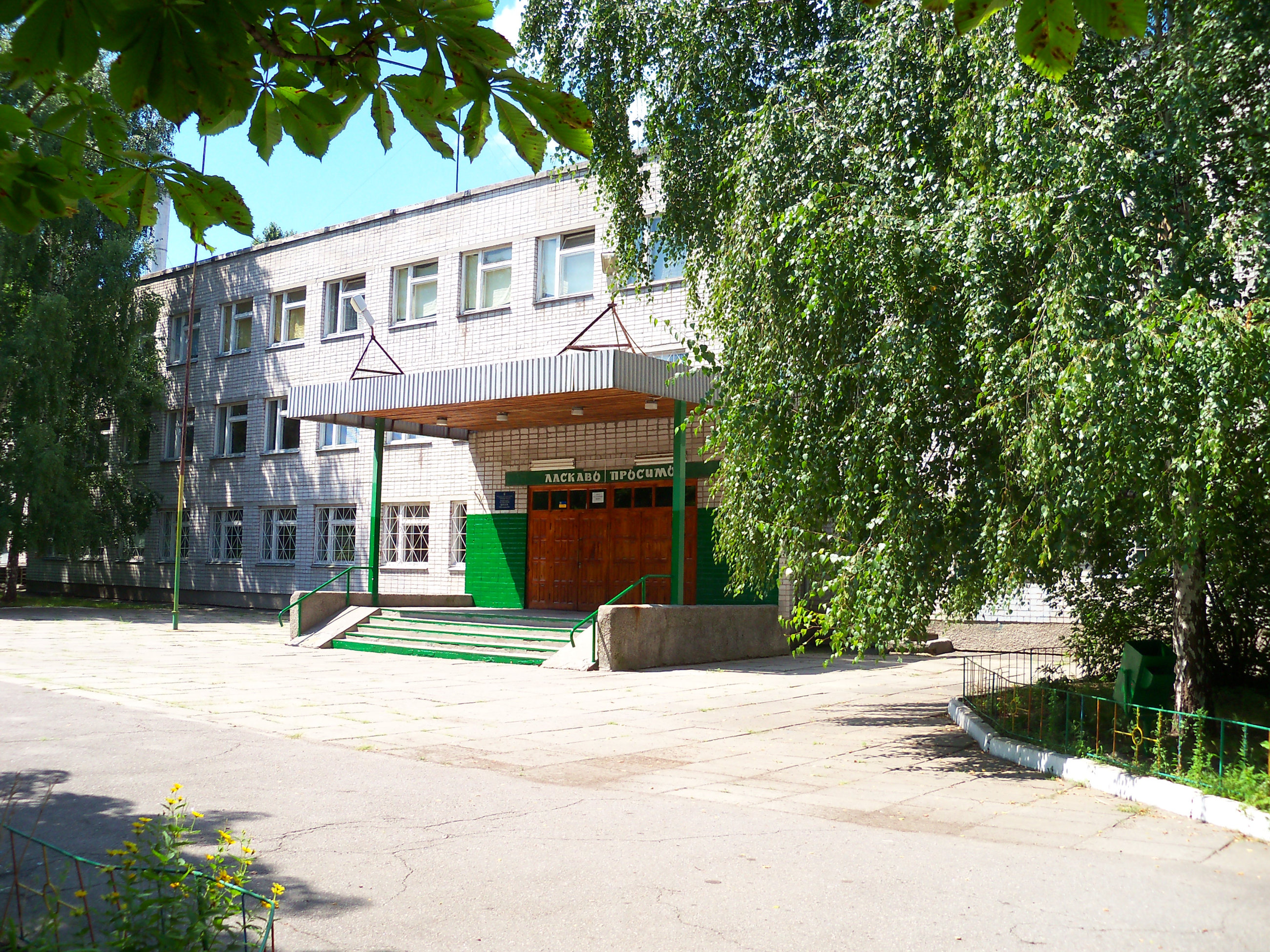
Кременчуцька школа № 1

- Сучасний український поет Дмитро Шупта написав поему «Семен Коваленко»
- Капітан-лейтенант Коваленко став одним із прототипів головного героя художнього фільму «Командир щасливої «Щуки».
- 9 лютого 2009 р. на приміщенні школи № 1 справа від центрального входу встановлено меморіальну дошку: портретне зображення Семена Коваленка у формі морського офіцера без головного убору та пам'ятний напис: «Коваленко Семен Іванович. Відважному підводнику, командиру Щ-403 1909-1944». Школу №1, за припущенням рідних, в довоєнний час закінчив капітан Коваленко С.І. Хоча він не навчався у новому приміщенні школи, на прохання його доньки та онуки було прийнято рішення про увічнення його пам’яті саме у нинішньому корпусі школи №1.